# UGC 2122
PGC 10007 = UGC 2122 ist eine Spiralgalaxie vom Hubble-Typ SAB(s)c im Sternbild Aries am Nordsternhimmel. Sie ist schätzungsweise 231 Millionen Lichtjahre von der Milchstraße entfernt. Gemeinsam mit UGC 2046, UGC 2144 UGC 2159 bildet sie die Galaxiengruppe "LGG 68".

## UGC 2122-Gruppe (LGG 68)
| Galaxie   | Alternativname | Entfernung/Mio. Lj |
| --------- | -------------- | ------------------ |
| PGC 10007 | UGC 2122       | 231                |
| UGC 2046  | PGC 9790       | 231                |
| UGC 2144  | PGC 10069      | 217                |
| UGC 2159  | PGC 10126      | 236                |